# Třída Turbine
Třída Turbine byla třída meziválečných torpédoborců italského královského námořnictva. Celkem bylo postaveno osm jednotek této třídy. Ve službě byly v letech 1927–1943. Účastnily se druhé světové války. Všechny byly ve válce potopeny.

## Stavba
Celkem bylo postaveno osm jednotek této třídy, zařazených do služby v letech 1927–1928. Jednalo se o vylepšenou verzi třídy Sauro se silnějším pohonným systémem, mírně vyšší rychlostí a dosahem.
Jednotky třídy Turbine:
| Jméno    | Založení kýlu | Spuštěna | Vstup do služby | Osud |
| -------- | ------------- | -------- | --------------- | --- |
| Aquilone | 1925          | 1927     | prosinec 1927   | Dne 17. září 1940 se poblíž Benghází potopil na mině svržené z letadlové lodě HMS Illustrious.                                                       |
| Borea    | 1925          | 1927     | listopad 1927   | Dne 17. září 1940 byl v Benghází potopen letouny z letadlové lodě HMS Illustrious.                                                                   |
| Espero   | 1925          | 1927     | duben 1928      | Dne 28. června 1940 byl poblíž Kréty potopen australským lehkým křižníkem HMAS Sydney.                                                               |
| Euro     | 1925          | 1927     | prosinec 1927   | Po italské kapitulaci přešel na stranu Spojenců. Dne 1. října 1943 byl poblíž ostrova Leros potopen německými bombardéry.                            |
| Nembo    | 1925          | 1927     | říjen 1927      | Dne 20. července 1940 potopen torpédovými bombardéry Fairey Swordfish z letadlové lodě HMS Eagle.                                                    |
| Ostro    | 1925          | 1928     | červen 1928     | Dne 20. července 1940 potopen torpédovými bombardéry Fairey Swordfish z letadlové lodě HMS Eagle.                                                    |
| Turbine  | 1925          | 1927     | srpen 1928      | Po italské kapitulaci v září 1943 byl ukořistěn Němci a sloužil jako TA14. Dne 15. září 1944 byl poblíž ostrova Salamis potopen americkým letectvem. |
| Zeffiro  | 1925          | 1927     | květen 1928     | Dne 5. července 1940 potopen torpédovými bombardéry Fairey Swordfish z letadlové lodě HMS Eagle.                                                     |

## Konstrukce

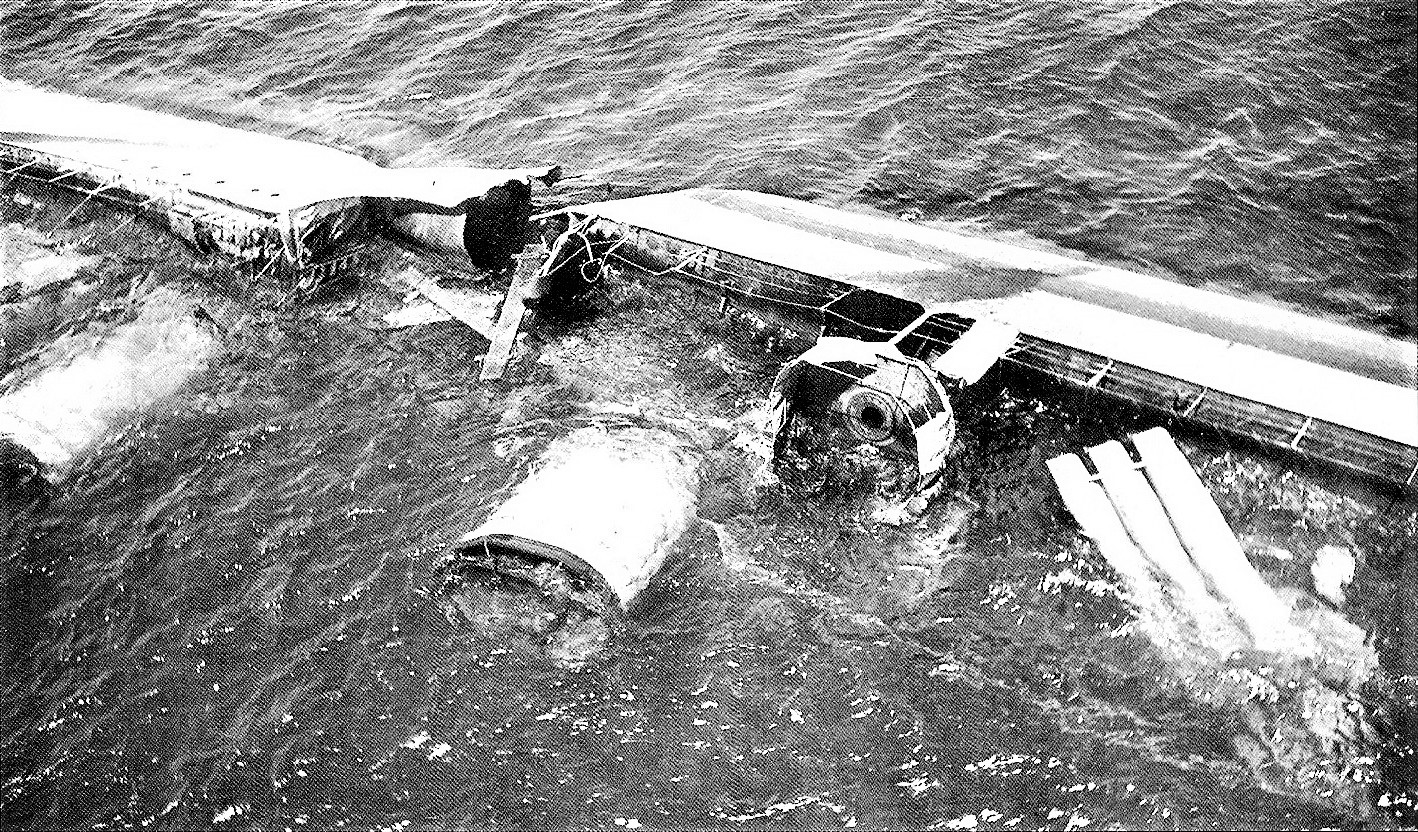
Potopený torpédoborec Nemba

Výzbroj tvořily čtyři 120mm kanóny ve dvoudělových věžích, dva 40mm protiletadlové kanóny, dva 13,2mm kulomety a dva trojhlavňové 533mm torpédomety. Plavidla rovněž mohla naložit až 52 min. Pohonný systém tvořily tři kotle a dvě turbíny o výkonu 40 000 hp, pohánějící dva lodní šrouby. Nejvyšší rychlost dosahovala 36 uzlů (ve službě spíše 33 uzlů). Dosah byl 3200 námořních mil při rychlosti 14 uzlů.